# Aleksy (Panajotopulos)
Aleksy, imię świeckie Antimos Panajotopulos (ur. 2 grudnia 1943 w Ano Sudeneika) – grecki duchowny prawosławny w jurysdykcji Patriarchatu Konstantynopola, od 2002 metropolita Atlanty.

## Życiorys
1 listopada 1965 przyjął święcenia diakonatu, a 27 sierpnia 1972 prezbiteratu. 17 maja 1987 otrzymał chirotonię biskupią jako wikariusz Greckiej Prawosławnej Archidiecezji Ameryki, z tytułem biskupa Troady. Biskupem Atlanty został w 1999. W 2002 podniesiony do godności metropolity.
W czerwcu 2016 r. uczestniczył w Soborze Wszechprawosławnym na Krecie.